# ひとりぼっちの○○生活
『ひとりぼっちの○○生活』（ひとりぼっちのまるまるせいかつ）（英語: Hitori Bocchi: Life's Alone）は、カツヲによる日本の4コマ漫画。KADOKAWAの漫画雑誌『コミック電撃だいおうじ』創刊号から92号まで連載された。

## あらすじ
一里ぼっちは、幼馴染の八原かいと、中学でクラス全員と友達にならない限り絶交するという約束をしてしまう。人見知りのぼっちは友達を作ることに苦労しながらも、前の座席の砂尾なこをはじめとして、できた友達との交流を通じて少しずつ友達を増やしていく。

## 登場人物

### 主要人物
一里 ぼっち（ひとり ぼっち）
声 - 森下千咲
本作の主人公の女子。公立桜第二中学校1年1組→2年1組→3年1組。中学進学のときに進路が分かれた唯一の友人で親友のかいから「中学卒業までにクラス全員と友達にならない限り絶交」と言われたため、彼女と仲直りするために中学校で友達作りに励むことになる。
小柄で、サイドテールに大きな花の髪飾りを付けている。人が好きだが極度の人見知りであがり症。過度の緊張状態に陥ると吐く癖があり、最初の自己紹介で早くも嘔吐してしまう。ネガティブ思考だが、それでも妙な行動力があり、友達が徐々に増えていく。臆病だが生真面目で頭が良いので、事前に友達作りの計画や会話の台本、ネタのメモ書きを用意するなど、なにかと作戦を立てるのが得意。だが現実には空回りすることも多い。自己紹介によると、好物は納豆ごはんで毎日食べる。ひきわり派。大粒もよい。からしは取っておくタイプ。
コミュニケーションの経験が乏しいためか他人の言葉の裏を読んだり真意を察することが不得手で、婉曲的な表現をされると、しばしばその言葉通りに受け取って頓珍漢な反応をする。だが一方で、他人の些細な反応から容易に孤立する不安に囚われた反応をすることも多い。当初は他人の心の機微にも鈍感で、無神経な言動でなこを怒らせてしまったこともあった。そうした多くの欠点は友達が増えるにつれ改まり、少しずつ成長していく。また友達ではないが、ライバルである佳子の存在が、強くあろうとするきっかけになった。
極度に嬉しいことがあると気絶してしまうので、友達ができるたびに気絶するのがお約束になっている。夜中に気が大きくなるタイプだが、翌朝には再び気弱になっている。なこ達を家に招いたり、共に外出する際の「勝負服」のセンスは壊滅的で、度々なこにツッコまれている。1年生の間はガラケーを使っており、2年生になってスマホデビューした。絶交の時にかいに渡されたマスコット「ガンバル妖精」を心の支えにしている。
勉強はできる方（中学最初のテストでは98点）。また夏休みの宿題なども早々に終わらせてしまう。かいと同じ私立の中学校を受験した際は、筆記試験は問題がなかったが面接は緊張のために受けられず、落ちてしまった。誕生日はかいと同じ5月5日。
砂尾 なこ（すなお なこ）
声 - 田中美海
ぼっちの前の席に座る女子。ぼっち曰く「前の席の人」。ぼっちがクラスで初めて話しかけた相手。ぼっちのことを「変人で不器用でお人好し」と評する。ぼっちから友達になりたいと言われたことが嬉しく、最初の友達作りを諦めて逃げ出したぼっちを追いかけ、雨の中を一緒の傘を使って帰る中で友達となる。ぼっちの目的はかいとの仲直りであって、友人になる相手は誰でも良かったと知り、一時は怒ってぼっちと距離を置いたが、アルの取り持ちで仲直りした。ぼっちの中学生活最初の友達で一番の理解者。
大柄で、ショートヘアの横髪がはねている。左側に泣きぼくろがあり、本人は気にしている。ジト目で仏頂面、金髪に短いスカート丈、ぶっきらぼうな口調、飴を舐めながら下校するなど、一見怖くて素行の悪い印象を持たれがち。だがその見た目に反して、面倒見のよいとても優しい性格で、ぼっちの頑張りを見守り励まし応援している。ぼっちが近づく人物が悪い人でないか、密かに検分している様子も見られる。また、共にぼっちを支えるアルのことは「お前」と呼び、日頃からその残念さをからかい弄っているが、人前では彼女の秘密を隠し、さり気なくフォローもする。親交が深まってからはアルからは「なこすけ」と呼ばれ、彼女の相談相手になっていたりする。
自分が見た目によって他の人に怖がられることを気にしている。特に担任の押江照代には普段から敬語を使われ、謙譲、最敬礼挨拶をされるなど、露骨に怖がられ避けられている。ぼっちも当初は怖がっていたが、仲良くなってからはなこを「（物臭な）動きたくない人」と評しており、なこ自身はやめるよう望んでいる。普段はツッコミに回ることが多いが、時々、弄れそうな人には意地悪なことを言ってからかう。自分たちの仲良しグループを「スマホたぷたぷグループ」と称して、ガラケーのぼっちをいじけさせたこともあった。そうした言動から、アルやソトカからはたびたび「いじわる」と評されている。
勉強嫌いで成績は思わしくない。運動も大の苦手で、足は遅く水泳は金槌。しかし料理は得意な方で、ケーキなど甘いものが大好物。両利き。私服では伊達メガネをするような茶目っ気、洒落っ気があり、ファッションセンスのないぼっちにチェックを入れている。
ぼっちには夢はあるが内緒と語っていたが、その夢とは卒業まで転校しないこと。実は父親が転勤族で転校を繰り返しており、そのために中学入学当時は友人を作ることに消極的になっていた。しかしぼっちたちとの交流を通して、友人たちと一緒にいたいと願うようになり、その後、実際に転校話が持ち上がった際には親と談判し、ぼっちと同じ進学先の受験を目指すこととなった。
誕生日はぼっちより1日早い5月4日。
本庄 アル（ほんしょう アル）
声 - 鬼頭明里
ぼっちがクラスで2番目に友達になった女子。クラスの副委員長。なこを怒らせてしまい悩んでいたぼっちに声をかけ、二人が仲直りするきっかけを作った。ある日ぼっちの希望でなこと3人で一緒に下校し、そこから交流を深める。
髪型はポニーテールアップで赤色のシュシュをしている。作品世界ではかわいい方。勝気な性格で、笑顔を取り繕い優等生として振る舞っている。クラスでは2番目くらいの人気者。テニス部に所属しているが、テニス好きというわけではなく、時々テニス部をさぼっている。
実は以前から失敗をしがちで残念な子と周辺に言われ続けており、それを払拭して完璧な女の子として中学デビューを飾ろうとしていたが、入学早々、服にハンガーをつけたまま登校する失敗をなことぼっちに知られてしまった。以来、なこにはなにかと「残念」と言われ弄られている。その後、ソトカ、佳子にも残念な素顔を知られており、アルにとっても彼女らは自分を飾らずに接することのできる特別な友人になった。
なこに残念ぶりを弄られたり「お前」呼ばわりをされると「お前言うなぁー!!」「誰が残念かぁー!!」などと言いながら飛び上がって頭突きをするなど、本当はプライドが高い。頑張り屋で、自分を讃える自作のテーマソング「まけるなアル かがやけアル」を時折口ずさんでいる。残念なところを見られても褒めてくれたり喜んでくれるぼっちのことを気に入っており、ぼっちの席に遊びにきてはぼっちと半分ずつ分けて椅子に座るのが習慣で、ぼっちがなこばかりと仲良くしていると嫉妬する。黄色い帽子を頭に被りブラウス、吊りスカートを着てランドセルを背負ってる小学生姿で登校してしまった失敗をごまかすために、ミエルという妹がいる設定をでっち上げたことがあるが、素直なぼっちはアルの妹ミエルの存在を信じたままでいる。なことはケンカ友達的な関係だが、互いの長所を認め合っており、ぼっちからはふたりは仲良しと思われている。親交のうちに、なこのことを「なこすけ」と呼ぶようになった。誕生日は12月24日で、クリスマスと一緒に祝われるのを不満に思っていることをなこにだけ打ち明けたり、委員長選挙でもなこを相談（愚痴）相手にしており、なこへの信頼があることがうかがえる。
ぼっちの親友であるかいとは偶然、カラオケ屋で出会った時に連絡先を交換しており、ぼっちに友達が出来たなどの近況を報告している。後日、直接対面した際に、かいはアルを「いい人」と評している。
ソトカ・ラキター
声 - 黒瀬ゆうこ
一人で日本にやってきた、ぼっちの隣に座っている外国人の女子。忍者に会いたくて来日した。人目を避けて動くぼっちのことを忍者だと勘違いして接近し、彼女の友人ではなく「弟子」になった。以来、ぼっちのことは「師匠」と呼ぶ。1年の2学期の終わりに正式にぼっちの3人目の友達になった。アニメ版では1年生の3学期に尾中、栗枝に次ぐ5人目の友達になっている。ぼっちに生まれて初めて「友達になってください」という言葉をかけた人物である。
金髪碧眼、長身でスタイル抜群。いつも輝いており、クラス外からも注目されている。頭には簪をしており、髪型はエピソードによって変化が見られる。胸は大きく、プールではアルが隣に並ばないでと言っている。運動神経は抜群で足も早い。中身は純真なまでの天然系で、その純粋さはアルに度々自分が汚い人間かのようなコンプレックスを抱かせている。日本の文化にもそれなりに明るく、一人称は「ソトカ」で、日本語を流暢に話すことができる。以上のように表面的には美人で才女なのだが、先述の通り、忍者には異常な固執を見せる。怪しげな忍術の本を持っていたり、手裏剣の折り紙をぼっちに教わってからは、折り紙が大の得意になった。彼女が忍者に執着している理由を「家庭の事情でどうしても忍術を覚えなければならないから」と説明していたが、3年生のときに、ぼっちたちにその詳細を明かした。結局、忍者とは出会えなかったが、これから何をするのかを探すことを新たな目的に決めている。
実家は裕福で、彼女の日本の住まいは古風なアパートを一棟丸ごと父親が買い上げたもの。ハウスキーパーがそのうちの2部屋を使っている。そのため、ソトカの家（の空室）がお泊り会やクリスマスなどのイベントの場に使われることがある。年越しは母国に帰国している模様。当初、中学生活のみ日本留学の予定だったが、親に頼んで引き続き高校生活でも日本に在留することになった。
ぼっちにとても懐いており、小柄なぼっちを掲げ揚げる過剰なスキンシップで困らせることもある。実は彼女もぼっちと出会うまでは日本で友人を作れずにいたため、心からぼっちに感謝している。しばしば、ぼっちのことを忍者より強くて最強だと主張しており、ぼっちが自分より先に真世（アニメ版では尾中、栗枝）に「ちゃん」づけ呼びをしていたときは、日本語を忘れ帰国を考えるほどにショックを受けていた。また、ぼっちが佳子にばかりかまけていたときは、我慢しつつも密かになこに泣きついている。友人たちのことをよく観察しており、人物評やアドバイスをする場面がしばしば見られる。佳子がひとりで強くなっているわけではないことを指摘し、佳子が過去を断ち切って変わる後押しをした。
誕生日は7月31日。
倉井 佳子（くらい かこ）
声 - 市ノ瀬加那
ぼっちのクラスの風紀委員。頭にカチューシャをしている。1年生1学期の最後の日に、ぼっちが友人になろうと試みた人。わざと制服を着崩していたぼっちに、リボンを貸したことがきっかけで会話を交わした。リボンを返す際におしゃべりをしたいと言ったぼっちに、おしゃべりくらいならしてもいいが友達は作らない主義だと宣言し、ぼっちを落胆させた。なお、それまでも佳子はぼっちをチェックしていて、折り目正しい服装に一目置いていた。
後述の自身の過去から一人でも生きていけるように強くなりたいという考えゆえの「友達は作らない主義」だが、一方でぼっちのことを自分とは対極的に友人を作ることで強くなっていく人だと認識し、友人にはならずにライバルを宣言した。以後、ぼっちのことを意識しつつ、佳子を変えて友達になりたいぼっちたちと一緒にいることが増えている。強い佳子の存在は、ぼっちにとってもより強くあろうとするきっかけになった。当初はぼっちを突っぱねていたが、ぼっちを認めるにつれ、次第にツンデレな態度を示し、行動を一緒にすることが増えた。
真面目な性格で、強くあろうといつも気を張り詰めており、日頃から風紀委員として服装の乱れや姿勢の崩れ、学校の規律等について自他に厳しい。一方で校外学習の際にはテンションが上がるタイプで、率先してリーダーシップをとる。なこ、アルにはイベント事で浮かれやすい性格を見抜かれており、その後、なこには度々弄られるようになる。ソトカは「本当は明るくて優しい人」と評している。動物全般が大好きらしく、動物を見ると優しい表情を見せることもある。犬も好きだが、大の苦手。
小学校の時、仲の良かった子から急に無視されるようになった経験が彼女の主義の原因になった。それに対して「どうして？」と相手に言えばよかったと後悔しており、それを今でも引きずっていることをぼっちにのみ打ち明けている。3年の修学旅行で人づてながらその友達と連絡を取ることに成功し、仲直りするためぼっち達の班から離れて一人別行動を取るが、本人の話によると結局相手は会ってくれなかったとのことで、何の収穫もないままぼっち達と合流する。まさかの無駄足に最初は怒り心頭だったが、自分が別行動できるよう取り計らってくれたり、友達を作らない主義と何度突き放しても気にすることなく自分と友達になってくれようとするぼっちの姿を見て一人で強くなろうとする考えを改め、正式にぼっちと（17人目の）友達になった。友達になってからは柔らかい表情を見せる場面が増えており、ソトカと一緒になことアルをからかうようにもなっている。卒業アルバムの撮影のとき、初めてぼっちを名前で呼んだ。その後、アルのサポートもあってアルやソトカらも名前で呼べるようになった。誕生日は6月11日。

### その他のクラスメイト・学校関係者
河合 依乃（かわい いの）
声 - 春村奈々
ぼっちのクラスの委員長。なんでも一番になりたがり、可愛さも自分が一番とはっきり言う。いつも「委員長」タスキをかけている。本来、委員長になりたかったアルからは一方的に目の敵にされている。2年生でもクラス内選挙で2票差でアルに勝ち、委員長に就任した。
2年生2学期の球技大会をきっかけに、クラスの「作戦部長」を努めチームを優勝に導いたぼっちと友人になる。ぼっちの12人目の友人。誕生日は4月9日。
津吉 望（つよし のぞむ）
ぼっちのクラスメイト。ショートヘアで自称はボクのいわゆる「ボクっ娘」。強くなることに憧れて、クラスメイトで一番強い人を探していた。最初はなこを観察していたが、ぼっちの周りに人が集まっていることに気づき、ぼっちを一番強い人と思っていた。2年生の頃からぼっちに声をかけようと思っていたが、3年生の2学期の終わりに自分からぼっちに友達になってもらった。ぼっちの27人目の友人。誕生日は4月15日。
美奈川 らう（みながわ らう）
声 - 向井莉生
ぼっちのクラスメイトで、クラスいちの人気者。いつも笑顔で周りに笑いを振りまいており、常にアイマスクを着用している（普段は頭にずらしている）。オンチなのに声が大きい。クラスメイトには「みーな」と呼ばれている。2年生の1学期、合唱コンクールの練習をきっかけにぼっちの友達になった。彼女的には同じクラスという時点で友達だったらしい。ぼっちの9人目の友人。誕生日は4月20日。
後述の布藤香とは同じ小学校で、当時は香しか友達がいなかった。香が登校拒否を始めてから、香がいつ学校に来ても不安にならないように楽しいクラスにしようとしたことが、中学での今の性格に繋がっている。香がぼっちの働きかけで登校を復帰したときは涙ながらに喜び、ぼっちに感謝していた。昼食は布藤香と共にしている。
小学生の頃はよく寝ており、アイマスクはその名残だったが、3年生になって学校生活が楽しくなり、アイマスクをしなくなった。
大市 四季（おおいち しき）
クラスに7人いる男子生徒のひとり。おかっぱ。とってもかしこい。いつもニコニコしていて成績は上位。あだ名は「社長」。放送部。音古賀の紹介でぼっちと友達になった。誕生日は5月20日。
稲金 真理（いなかな まり）
ぼっちのクラスメイトで、上京してきた女子。田舎訛りを気にして会話ができず、2年生の1学期まで友達を作れなかった。ぼっちが彼女のためにおしゃべり会を開いたことでコンプレックスから解放され、ぼっちと友達になり、クラスメイトとも交流を持つようになった。ぼっちの10人目の友人。誕生日は6月4日。
昼食は二子姉妹、山田花子と共にしており、仲良しグループである模様。
尾中 ペコ（おなか ペコ）
声 - 春村奈々
ぼっちのクラスメイト。甘党で、食べるのが大好き。お腹が空いてもお腹がいっぱいでも動かなくなる。初詣の最中にも何か食べている様子を見せていた。調理実習をきっかけに、1年生の冬休み中の正月に栗枝と共にぼっちの友人になる。栗枝と仲がいい。ぼっちの5（4）人目の友人（アニメ版では3（4）人目）。誕生日は7月18日。
昼食は恩井翔琉、栗枝衣抄、姫路やない、小篠咲真世と共にしており、仲良しグループである模様。
山田 花子（やまだ はなこ）
声 - 長江里加
ぼっちのクラスメイトで、テニス部。「友達ではない人」。同じテニス部のアルと仲が良い。明るく気さくで真っ正直な裏表のない性格で、色んな意味でごく普通の子。アルはたびたび内心で「ちょろい」と評している。アル曰く友達になるのは「楽勝」なのだが、内気なぼっちは彼女となかなか友達になれずにいる。花子からぼっちに話しかけてもフレンドリーな反応をもらえず、むしろ彼女の方が戸惑っている。1年生の頃からぼっちとは何度か言葉を交わしていたが、ぼっちが友達になるクラスメイトの最後のひとりになった。高校では公立に進学するため、進路が別れるアルのことをぼっちに託している。
昼食は二子姉妹、稲金真理と共にしており、仲良しグループである模様。誕生日は8月3日。
池菜 衣子（いけな いこ）
ぼっちのクラスメイトでマッドサイエンティストに憧れる女子。いつも白衣を着ている。世界の人を元気にするために、いつも元気な相田元気の血を欲していたが、ぼっちに友達になることでもパワフルになれると諭され、妥協した（？）。ぼっちの16（15）人目の友人で、ぼっちが３年生になって初めて出来た友人のひとり。誕生日は8月17日。
金志 杉也（きんし すぎや）
クラスに7人いる男子生徒のひとり。メガネをしている。サッカー部。視力が悪く、メガネを失うととたんに情けなくなる。音古賀の紹介でぼっちと友達になった。誕生日は8月19日。
二子 乃咲（ふたご のさき）
声 - 田中貴子
ぼっちのクラスメイトで、双子の姉。乃継には咲（さき）と呼ばれている。ぼっち曰く優しい声。本人から見て左側の髪を結っている。調理実習でぼっちと同じ班になった。ぼっちのことは「ひとちゃん」と呼ぶ。妹とは仲良しだが、奔放な妹のことでいつも怒られるのが不満。アル曰く姉妹は毎日ケンカをしている模様。ぼっちとは1年生の3学期から交流はあったが、2年生の1学期で、ぼっちが姉妹を声だけで判別したことから友達になる。ぼっちの7（8）人目の友人。誕生日は8月31日。
昼食は妹の乃継、山田花子、稲金真理と共にしており、仲良しグループである模様。
二子 乃継（ふたご のつぎ）
声 - 河野ひより
ぼっちのクラスメイトで、双子の妹。乃咲曰く、うるさい声。ぼっち曰く元気な声。乃咲には継（つぐ）と呼ばれている。本人から見て右側の髪を結っている。ぼっちのことは「ひとちゃん」と呼ぶ。姉とは仲良しだが、大雑把な性格で、姉の乃咲からはいつも注意されている。アル曰く姉妹は毎日ケンカをしている模様。ぼっちとは1年生の3学期から交流はあったが、2年生の1学期で、ぼっちが姉妹を声だけで判別したことから友達になる。ぼっちの8（7）人目の友人。誕生日は8月31日。
昼食は姉の乃咲、山田花子、稲金真理と共にしており、仲良しグループである模様。
小篠咲 真世（おじょうさ まよ）
声 - 宮下早紀
ぼっちのクラスの社長令嬢。ぼっちの6人目の友人。家には使用人がたくさんいるらしく、登下校は「じいや」に高級車で送り迎えされている。育ちの良いお嬢様で物腰が柔らかい。お節介焼きで、クラス替えをしても友達といっしょになりたいというぼっちの悩みに応え、学校を買ってしまえば良いと言い出しぼっちに驚かれた。しかし、千羽鶴の代行サービスのアルバイトで得た500円で学校を買えると思っており、なこに呆れられたくらいには世間知らず（なお、ぼっちのクラスにクラス替えはない）。
仕事で家によりつかない両親を恋しがっているが、性格的にわがままを言うことが出来ず、実はそんな寂しさから困っている人を探してはお節介を焼いていた。1年生の3学期、ぼっちたちとプリ（写真）を撮りに行ったことからぼっちの友人になり、それをきっかけに両親との関係を改善した。原作では、ソトカより先にぼっちと「ちゃん」呼びを交わしている。誕生日は9月8日。
昼食は恩井翔琉、栗枝衣抄、姫路やない、尾中ペコと共にしており、仲良しグループである模様。
玉戸 流人（たまと るひと）
クラスに7人いる男子生徒のひとり。大柄でＴシャツを着ている。野球部でキャッチャー。音古賀の紹介でぼっちと友達になった。誕生日は10月11日。
相田 元気（そうだ げんき）
クラスメイトの女子。チョーカーと派手な髪型にリボンを付けた元気でハイテンションな子。同じようにいつも元気で、しかも周囲を笑顔にしている美奈川らうのことは「神」と称え慕っている。以前から池菜衣子に血を狙われ怯えていたが、ぼっちに救われ、ぼっちの15（16）人目の友人になった。ぼっちが３年生になって初めて出来た友人のひとり。誕生日は10月27日。
布藤 香（ふとう こう）
ぼっちのクラスメイトで、登校拒否の女子。小学校時代はらうの友達で、いつも寝ていたらうを起こしていた。小学校6年生のある日、給食で苦手なトマトを食べて吐いてしまい、そこから登校拒否を続けていた。ポセイドンという名前の犬を飼っている。
2年生1学期のある日、ぼっち、なこ、らうの3人が香の家を訪れたときからぼっちとは手紙のやり取りをしており、毎日手紙を楽しみにしていた。ぼっちの働きかけで同年の文化祭の直前には登校を復帰し、らうと再会、クラスメイトとも初対面し、ぼっちとは友達になった。ぼっちの11人目の友人。昼食はらうと共にしている。誕生日は10月31日。
根賀 まじめ（ねが まじめ）
ぼっちのクラスの女子。ギャルっぽいルックスで髪はストレートパーマ。しかし人柄は真面目で大人びている。やることやらないことを決めたらきっちりやる性格。無遅刻で成績も上位。ぼっちからノートを借りたことがきっかけで、ぼっちたちと接点を持つ。中学卒業後は就職を志望していたが、親に高校進学を強く進められたことで、進学の理由を探している。根賀の話を聞いて自身も進学の理由について考えたぼっちとの交流を通じて、ぼっちの26人目の友人になった。誕生日は11月28日。
須戸 礼翔（すと れいと）
声 - 天海由梨奈
クラスに7人いる男子生徒のひとり。丸刈り。野球部で左腕投手。勉強はあまりできない。音古賀とは幼馴染で、甲子園にいけたら結婚してほしいと告白した。音古賀の紹介でぼっちと友達になった。ぼっちのことを「人気者」と呼んでいる。誕生日は12月4日。
京 藤吉（きょう ふじよし）
クラスに7人いる男子生徒のひとり。ぼさぼさ頭。サッカー部。女性恐怖症でぼっちですら怖い。音古賀の紹介でぼっちと友達になった。誕生日は12月20日。
恩井 翔琉（おもい かける）
ぼっちのクラスメイトで、ひとり屋上で宇宙人との交信を試みる謎多き女子。実は母親と死別しており、宇宙人との交信は亡母との交信を目的にしていた。2年生の3学期、屋上で同じようにガンバル妖精を介して親友のかいに語りかけるぼっちと出会い、屋上で交流を重ねるうち、ぼっちの友達になった。ぼっちの14人目の友人。誕生日は1月5日。
昼食は小篠咲真世、栗枝衣抄、姫路やない、尾中ペコと共にしており、仲良しグループである模様。
徳井 伴戸（とくい ばんと）
声 - 小林大紀
クラスに7人いる男子生徒のひとり。丸刈り。野球部。バント職人。目つきが悪いが見た目に反して器用で、裁縫もできる。音古賀の紹介でぼっちと友達になった。誕生日は1月26日。
保武 嵐（ほうむ らん）
声 - 前田玲奈
クラスに7人いる男子生徒のひとり。丸刈り。残念ハンガーの一件で駆け出したアルにぶつかられた男の子。野球部でスラッガー。体格より小さい、親戚のお下がりの制服を着ている。音古賀の紹介でぼっちと友達になった。誕生日は2月1日。
音古賀 らく（おとこが らく）
ぼっちのクラスの女子。男子っぽいさばさばした口調の子。女子の甘い会話が苦手で、いつも男子と行動している。幼馴染の須戸に告白されたところをぼっちに見られたことから、スマホたぷたぷグループの5人と友達になった。彼女にとってはぼっちが最初にできた女子の友達で、自分の友人であるクラスの男子7人にぼっちを紹介し、彼らをぼっちの友達にした。ぼっちの18人目の友人。誕生日は2月21日。
栗枝 衣抄（くりえ いと）
声 - 黒木ほの香
ぼっちのクラスの図書委員。ぼっちと同じく人見知り。実家が本屋。調理実習をきっかけに、1年生の冬休み中の正月に尾中と共にぼっちの友人になる。ぼっちの4（5）人目の友人（アニメ版では4（3）人目）。実は、ぼっちが自分の友達になったのは尾中のついでだったのではと思っていたが、ぼっちと話し合い、その誤解を解いて謝罪した。2年生の時の文化祭の劇では台本を書いている。将来の夢は小説家。誕生日は3月10日。
昼食は小篠咲真世、恩井翔琉、姫路やない、尾中ペコと共にしており、仲良しグループである模様。
姫路 やない（ひめじ やない）
声 - 和多田美咲
ぼっちのクラスメイトで、お姫様に憧れる女子。2年生2学期の進路相談でお姫様になれないことを知り、お姫様っぽい小篠咲真世に相談し、真世がぼっちに相談を持ちかけた。普段は人見知りがちだが、ミュージカルのように歌って意思表示するのは得意で、ぼっちの提案をきっかけに演劇の世界でお姫様になる進路を選ぶ。ぼっちの13人目の友人。誕生日は4月1日。
昼食は小篠咲真世、栗枝衣抄、恩井翔琉、尾中ペコと共にしており、仲良しグループである模様。
押江 照代（おしえ てるよ）
声 - 高橋未奈美
ぼっちたちの通う公立桜第二中学校の女性教師で、ぼっちたちのクラス（1年1組→2年1組→3年1組。クラス替えはない）の担任。若く美人で「てるちゃん」と呼ばれるなど生徒からよく慕われている。善良で優しく気真面目な先生で、生徒のことを大切に思っているが、思い込みがやや激しいところがある。天然。とても気が弱く、なこのことは怖い人だと思って異様に恐れている。また、なこと仲の良いぼっちのことを裏番長だと思っているが、こちらは怖くない。夏休みや冬休みに入るたびに生徒と別れることを寂しがっているが、アルにあしらわれるのがお約束になっている。なこの引越し騒動を通してなこへの恐怖心を克服して関係を改善。教師として少し成長した。誕生日は9月15日。
中内 柄音（なかない からね）
声 - 富城まどか
2学年上の先輩（3年1組）。卒業式の際、ぼっちがコサージュをつける担当をした。
中内 未来（なかない みらい）
2学年下の後輩（1年1組）。ぼっちの卒業式の際、ぼっちにコサージュをつける担当をした。

### その他の関連人物等
八原 かい（やわら かい）
声 - 小原好美
ぼっちの幼馴染の女子で大親友、今はぼっちとは違う私立の中学校に通っている。大きな触角が特徴。ぼっちのことを「ぼっちー」と呼ぶ。物語のきっかけを作った人物。
ぼっちとは5歳の時に知り合い、最初は人見知りのぼっちに一方的に絡んでいたが、次第に会話をするようになり、互いの誕生日が同じ（5月5日）ことから意気投合。以後、小学校卒業までぼっちの唯一の友人、そして一番の親友であり続けた。同じ中学に受験をしたが、ぼっちは面接で不合格となり、それをきっかけにぼっちが友達を作る努力をしなければいけないと思い、「中学卒業までにクラス全員と友達にならない限り絶交」を言い出し「友達たくさん作って私と仲直りして」と涙を流しながら約束した。ぼっちとの絶交を宣言した後、それぞれの独り言という形でぼっちと最後の「会話」をした時は「今度こそ同じ高校に行こうね」と彼女に伝えている。
中学になって以降も何度かぼっちとは出くわしているが、絶交の約束を貫き続け、前述した独り言による会話を除いてぼっちが気づいたり話しかけてきたりしてもわざと無視している。だが実は彼女も後悔の日々を過ごしており、今もぼっちを無視しては傷ついている。
ぼっちと同じく嬉しい（正確にはテンションが上がりすぎて極度の興奮状態になる）と吐く癖があり、カラオケで新たな友達に囲まれたぼっちの姿を見た時は「絶交中」と素っ気ない態度だったものの、部屋に入った瞬間にぼっちとほぼ同じタイミングで嘔吐してしまった。
ぼっちに向けて書いた詩でコンクールに受賞して、市の情報誌に掲載されている。
アルとは1年生の夏に連絡先を交換しており、以後、ぼっちに友達が出来たという報告を楽しみにしている。3年生になってアルと密会し、ぼっちとの約束の真意を伝えた。
多田久渡 らむ（たたくど らむ）
声 - 前川涼子
かいとカラオケに来ていた、中学校でのかいの友人。お節介焼きで、自罰のため人付き合いを避けていたかいにしつこく絡み、心を開かせた。かいとぼっちの事情の大凡を知っている。3年生のとき、えすと共にかいに内緒でぼっちと接触し、中学でのかいの様子をぼっちに話している。
挽辺 恵澄（ひくべ えす）
声 - 牧野天音
かいとカラオケに来ていた、中学校でのかいの友人。かいからぼっちの話を聞かされており、ふたりの事情の大凡を知っている。3年生のとき、らむと共にかいに内緒でぼっちと接触し、中学でのかいの様子をぼっちに話している。
ガンバル妖精（がんばるようせい）
ぼっちがかいに絶交された時にもらったマスコット。上半身裸で羽の生えた黒スパッツの白髪ヒゲのお爺さんというデザインで、作中世界では女児向けアニメのキャラクターらしい。ぼっちがなこたちを誘って、その映画を見に行ったこともある。ぼっちにとって心の支えであり、しばしばひとりきりのとき、かいからもらったマスコットを掲げ、マスコットに向かってかいに語りかけている。一方、かいも自分の持つマスコットを介して、ぼっちに語りかけている様子が描かれている。３年生の修学旅行では、スマホたぷたぷグループの５人はガンバル妖精があしらわれたおそろいのシャツを着ていた。
十間 与従（とま とすき）
布藤香が美奈川らうに言われてイメージしたトマト農家のおじいさん。81歳。食べてくれる人を思いトマトを育てているという設定。布藤香はその想像をしながらトマトを食べることで、初めて飲み込めた。

## 書誌情報
- カツヲ 『ひとりぼっちの○○生活』 KADOKAWA〈電撃コミックスNEXT〉、全8巻
  1. 2014年11月27日発売[26]、ISBN 978-4-04-866984-9
  2. 2016年1月27日発売[27]、ISBN 978-4-04-865646-7
  3. 2017年1月27日発売[28]、ISBN 978-4-04-892567-9
  4. 2018年2月26日発売[29]、ISBN 978-4-04-893641-5
  5. 2019年3月27日発売[30]、ISBN 978-4-04-912430-9
  6. 2020年2月25日発売[31]、ISBN 978-4-04-913033-1
  7. 2021年1月27日発売[32]、ISBN 978-4-04-913610-4
  8. 2021年6月25日発売[33][34]、ISBN 978-4-04-913850-4 / ISBN 978-4-04-913851-1（特装版）

## テレビアニメ
2019年4月から6月まで毎日放送『アニメイズム』・AT-Xほかにて放送された。

### スタッフ
- 原作 - カツヲ[8]
- 監督 - 安齋剛文[8]
- シリーズ構成・脚本 - 花田十輝[8]
- キャラクターデザイン - 田中紀衣[8]
- 助監督 - 池下博紀[35]
- 衣装デザイン - 今田茜[35]
- 色彩設計 - 高木雅人[35]
- 美術設定 - 池田祐二[35]
- 美術ボード - 一色美緒[35]
- 美術監督 - 長岡志織[35]
- プロップデザイン - 水村良男[35]
- 背景 - 獏プロダクション、スタジオワイエス[35]
- 3Dディレクター - 向純平[35]
- 撮影監督 - 板倉あゆみ[35]
- 撮影 - スタジオシアン[35]
- 編集 - 山岸歩奈実[35]
- 音響監督 - 藤田亜紀子[35]
- 音響制作 - HALF H・P STUDIO[35]
- 音楽 - 高田龍一、田中秀和[35]
- 音楽プロデューサー - 斎藤滋[35]
- 音楽制作 - KADOKAWA[35]
- プロデューサー - 吉武真太郎、小林由美子、青井宏之、礒谷徳知、南原充宏、五十嵐和樹、本木円
- アニメーションプロデューサー - 山田良輔、島田洋輔
- アニメーション制作 - C2C[8]
- 製作 - ひとりぼっちの製作委員会（KADOKAWA、MBS、AT-X、フロンティアワークス、サイバーステップ、鐘通インベストメント、グローバルソリューションズ）[8]

### 主題歌
「ひとりぼっちのモノローグ」
一里ぼっち（森下千咲）、砂尾なこ（田中美海）、本庄アル（鬼頭明里）、ソトカ・ラキター（黒瀬ゆうこ）によるオープニングテーマ。作詞は安藤紗々、作曲は田之上護、編曲は松田彬人。
「ね、いっしょにかえろ。」
一里ぼっち（森下千咲）によるエンディングテーマ。作詞は安藤紗々、作曲・編曲は西坂恭平。
「爆笑ぼっち塾 校歌」（第6話）
一里ぼっち（森下千咲）、砂尾なこ（田中美海）、本庄アル（鬼頭明里）、ソトカ・ラキター（黒瀬ゆうこ）による第6話のみに限り使用されたエンディングテーマ。作詞は一里ぼっち（カツヲ）、作曲は島みやえい子、編曲は松田彬人。
「まけるなアル かがやけアル」
本庄アル（鬼頭明里）による第5話挿入歌。作詞は本庄アル（カツヲ）、作曲は島みやえい子、編曲は菊池亮太。

### 各話リスト
| 話数   | サブタイトル             | 絵コンテ       | 演出              | 作画監督                                                  | 総作画監督                 |
| ------ | ------------------------ | -------------- | ----------------- | --------------------------------------------------------- | -------------------------- |
| 第1話  | はじめての告白           | 安齋剛文       | 池下博紀          | 山崎敦子                                                  | 田中紀衣                   |
| 第2話  | 本当はありがとう         | 安齋剛文       | 三塩天平          | たなべようこ                                              | 小田武士                   |
| 第3話  | つたわる空回り           | いわもとやすお | 宝井俊介          | 今田茜                                                    | 田中紀衣                   |
| 第4話  | 弟子になります           | いわもとやすお | 清水一伸          | 山崎敦子 前原薫 吉田巧介                                  | 小田武士                   |
| 第5話  | アルアルあるある         | 博多正寿       | 池下博紀 宝井俊介 | 山崎敦子 たなべようこ 今田茜                              | 田中紀衣 小田武士          |
| 第6話  | 五七五で夏が来る         | 奥田誠治       | 三塩天平          | 小畑賢 挽本敦子 桐谷真咲 橋本明日美                       | 田中紀衣                   |
| 第7話  | やわらかい涙             | いわもとやすお | 三宅寛治          | 矢吹智美                                                  | 小田武士                   |
| 第8話  | 外からおかえり           | 博多正寿       | ながはまのりひこ  | 小島えり                                                  | 齋藤温子                   |
| 第9話  | 絶好のカレーパンケーキ   | いわもとやすお | 清水一伸          | 山崎敦子 たなべようこ 今田茜                              | 田中紀衣                   |
| 第10話 | はじめて言われたこと     | 池下博紀       | 宇和野歩          | 鈴木幸恵 重松しんいち 大木比呂 二上由佳子                 | 小田武士 齋藤温子          |
| 第11話 | たぷたぷからプリプリまで | いわもとやすお | 宝井俊介          | 山崎敦子 たなべようこ 今田茜 壽恵理子                     | 田中紀衣                   |
| 第12話 | もしかしたらきっと       | 博多正寿       | 清水一伸          | 山崎敦子 鈴木幸恵 壽恵理子 島田英明 大木比呂 重松しんいち | 田中紀衣 小田武士 齋藤温子 |

### 放送局
| 放送期間                                              | 放送時間                     | 放送局    | 対象地域   | 備考                                 |
| ----------------------------------------------------- | ---------------------------- | --------- | ---------- | ------------------------------------ |
| 2019年4月6日 - 6月22日                                | 土曜 2:25 - 2:55（金曜深夜） | 毎日放送  | 近畿広域圏 | 製作参加                             |
|                                                       |                              | TBSテレビ | 関東広域圏 |                                      |
| 2019年4月7日 - 6月23日                                | 日曜 1:30 - 2:00（土曜深夜） | BS-TBS    | 日本全域   | BS放送                               |
|                                                       | 日曜 21:30 - 22:00           | AT-X      | 日本全域   | 製作参加 / CS放送 / リピート放送あり |
| 毎日放送、TBSテレビ、BS-TBSでは『アニメイズム』B2枠。 |                              |           |            |                                      |

| 配信開始日    | 配信時間                     | 配信サイト |
| ------------- | ---------------------------- | --- |
| 2019年4月6日  | 土曜 1:55 - 2:25（金曜深夜） | AbemaTV |
| 2019年4月10日 | 水曜 12:00 更新              | dアニメストア |
| 2019年4月13日 | 土曜 更新                    | ニコニコ動画 GYAO! バンダイチャンネル Hulu ひかりTV U-NEXT アニメ放題 J:COMオンデマンド ビデオパス Amazonプライム・ビデオ FOD あにてれ DMM.com ビデオマーケット ムービーフルPlus HAPPY!動画 Rakuten TV |

### BD / DVD
| 巻 | 発売日         | 収録話          | 規格品番   | 規格品番   |
| 巻 | 発売日         | 収録話          | BD         | DVD        |
| -- | -------------- | --------------- | ---------- | ---------- |
| 1  | 2019年7月24日  | 第1話 - 第3話   | ZMXZ-13171 | ZMBZ-13181 |
| 2  | 2019年8月23日  | 第4話 - 第6話   | ZMXZ-13172 | ZMBZ-13182 |
| 3  | 2019年9月25日  | 第7話 - 第9話   | ZMXZ-13173 | ZMBZ-13183 |
| 4  | 2019年10月25日 | 第10話 - 第12話 | ZMXZ-13174 | ZMBZ-13184 |

### Webラジオ
Webラジオ『ひとりぼっちの○○ラジオ生活』が、音泉にて2019年4月5日から2019年6月28日まで毎週金曜日に配信された。全13回。パーソナリティは一里ぼっち役の森下千咲と砂尾なこ役の田中美海。
ゲスト
- 第3・7回（4月19日・5月17日） - 鬼頭明里
- 第5・9・11回（5月3日・5月31日・6月14日） - 黒瀬ゆうこ
- 第8回（5月24日） - 小原好美
- 第10回（6月7日） - 市ノ瀬加那
- 第12回（6月21日） - 宮下早紀

| 毎日放送 アニメイズム B2 | 毎日放送 アニメイズム B2 | 毎日放送 アニメイズム B2 |
| 前番組                   | 番組名                   | 次番組                   |
| ------------------------ | ------------------------ | ------------------------ |
| 魔法少女特殊戦あすか     | ひとりぼっちの○○生活     | 荒ぶる季節の乙女どもよ。 |